# Le Pensionnat (roman)
Pour les articles homonymes, voir Le Pensionnat (homonymie).
Le pensionnat est un roman de Josette Alia publié en 2005.

## Résumé
En 1939, période de guerre, une jeune femme de trente ans, du nom de Lucie, doit diriger l'école publique. Aussi, l'Académie de Paris lui envoie par le train dix nouveaux pensionnaires d'origine juive. Lucie et sa fille Marie doivent affronter des situations imprévisibles et graves.

## Josette Alia
Josette Alia est écrivain et reporter au Nouvel Observateur.
En 1940, elle avait sept ans. Mais grâce à sa mémoire sans faille et un don de raconter une histoire, elle a pu écrire un roman sur la province française pendant la guerre et un merveilleux portrait de femme.
Ses publications, entre autres, sont : un essai Étoile bleue, chapeau noir - Israël aujourd'hui et un roman Quand le soleil était chaud, qui a obtenu le Prix des Maisons de la Presse.